# سدهیر
سدهیر (انگلیسی: Sudhir; ۲۵ ژانویهٔ ۱۹۲۱ – ۱۹ ژانویهٔ ۱۹۹۷) با نام اصلی شاه زمان خان آفریدی تهیه‌کننده فیلم، کارگردان فیلم و هنرپیشه مطرح اهل پاکستان بود.
وی به‌عنوان اولین قهرمان سینمای پاکستان شناخته می‌شود، نقش‌های وی بیشتر نمادی از شجاعت و دلاوری بود، سدهیر برندهٔ جوایزی همچون جایزه نگار شده‌است.
او در فیلم‌های اسب سیاه و شیطان شریف بازی کرده‌است.